# スーパー早碁
スーパー早碁（スーパーはやご）は、かつてテレビ東京で放映されていた囲碁の番組、並びに同番組を舞台に争われていた囲碁の棋戦の名称。2003年4月6日から2005年3月27日まで放送された。放送時間は毎週日曜 5:45 - 6:15（日本時間）。
1968年10月6日より東京12チャンネル（当時）が主催する早碁選手権戦（1969年から新鋭トーナメント戦も実施）として『日曜囲碁対局』を開始。以後日曜の早朝番組として、将棋の早指し戦である「早指し将棋選手権」と共に親しまれてきた。
2003年にそれまで日本航空が運営してきた鶴聖戦・女流鶴聖戦と統合され「スーパー早碁」と名称を変更。「1手10秒以内」という非常にシビアな持ち時間ルールを採用したことに加え、
- タイトル保持者らトップクラスの棋士15名が参加する「JALスーパー早碁」
- 女性棋士16名による「JAL女流早碁」
- 30歳未満七段以下の若手棋士16名による「JAL新鋭早碁」

の3棋戦を1年間の間に順次実施するといったリニューアルを行った。しかし、日本航空がスポンサーを降板したことから、2005年3月をもって番組は終了。各棋戦は2期までの実施となった。

## 対局規定
- 持時間は、初手から1手10秒の秒読み。ただし1分単位で10回の考慮時間あり。
- コミは6目半。

## JALスーパー早碁
4月から10月にかけて放送。第2期は、前期JAL女流早碁、JAL新鋭早碁優勝者も出場。
優勝者と決勝戦（左が優勝者）
1. 2003年 結城聡 - 張栩
2. 2004年 趙治勲 - 三村智保

第1期優勝の結城は、前身の鶴聖戦から数えて2連覇。第2期の趙治勲は通算67個目のタイトル。

## JAL女流早碁
11月から1月にかけて放送。
優勝者と決勝戦（左が優勝者）
1. 2003年 小林泉美 - 中澤彩子
2. 2004年 大沢奈留美 - 祷陽子

第1期優勝の小林は、これによって女流本因坊戦、女流名人戦と併せて史上初の女流三冠を達成した。

## JAL新鋭早碁
1月から3月にかけて放送。
優勝者と決勝戦（左が優勝者）
1. 2004年 河野臨 - 田原靖史
2. 2005年 山田拓自 - 金秀俊

第1期の河野、第2期の山田とも、それぞれ棋戦初優勝。

## 解説・実況
番組末期
- 進行　永山美穂
- 解説　プロ囲碁棋士（週代わり）
- 実況　巻幡多栄子（放送終了時二段）
- 記録担当　河合将史（同五段）
- 秒読み　向井千瑛（同初段）